# Clocher-porche de Mimizan

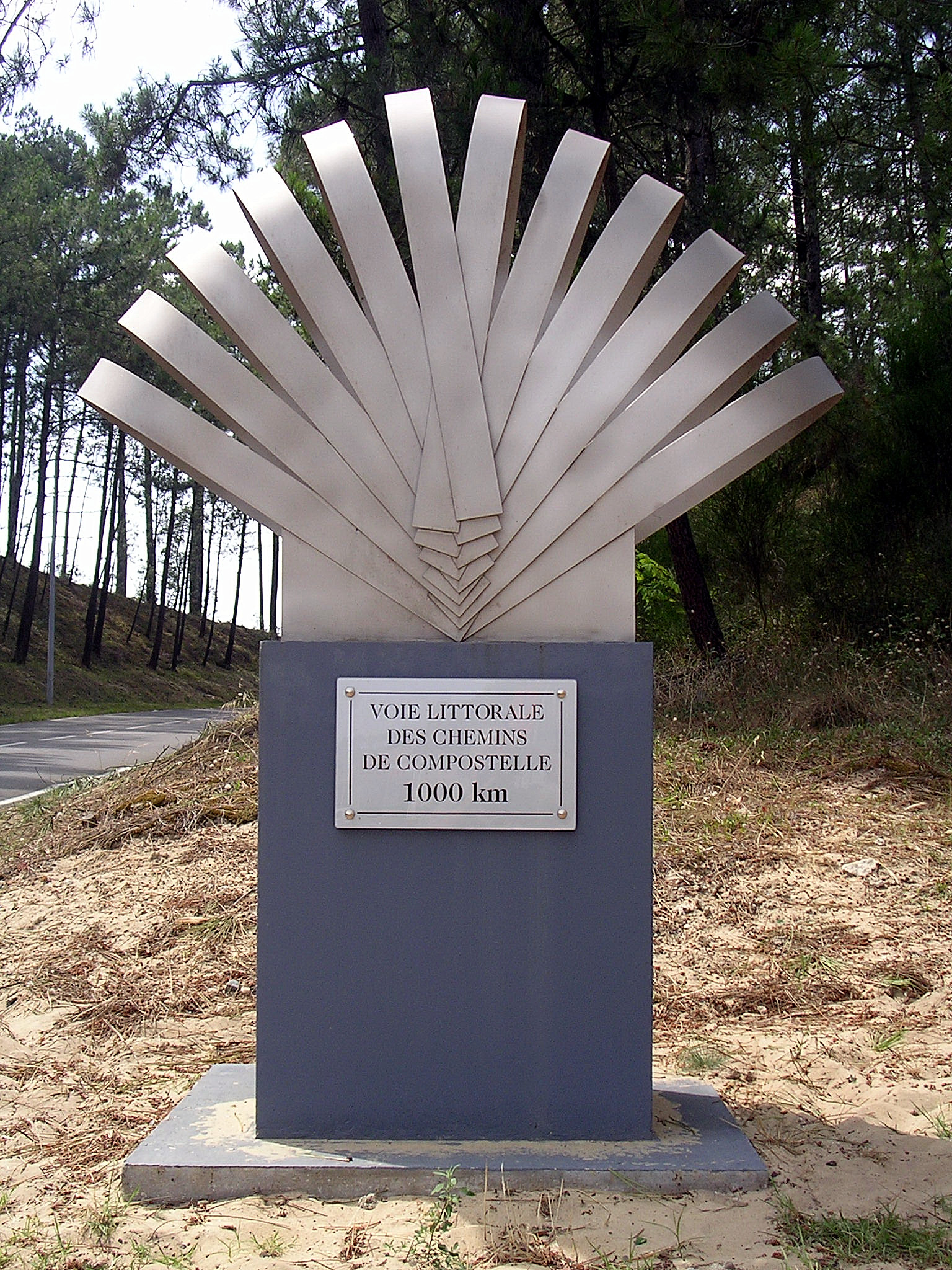
Sculpture d'une coquille stylisée réalisée par Evilo (Plasticienne Performer ayant vécu à Mimizan) Elle indique les 1000 km qu'il reste à parcourir pour arriver à Compostelle

De l'ancienne église prieurale Sainte-Marie de Mimizan dans le département français des Landes subsiste seulement une partie du mur occidental de la nef et un clocher-porche carré et massif en brique et en alios, couvert en bardeaux de châtaignier et surmonté d'une flèche octogonale.
Le porche abrite un portail construit vers 1220. Ce portail est un des plus beaux ensembles de sculptures médiévales des Landes. Il est classé Monument historique en 1903.
Au-dessus du portail, sous un arc brisé, se déploie un décor peint sur 26 m2 datant de la seconde moitié du XVe siècle, représentant des scènes de la Passion du Christ.
L'ensemble du bâtiment est classé le 1er mars 1990.
En 2000, l'Unesco a inscrit le clocher-porche au patrimoine mondial, au titre des Chemins de Saint-Jacques-de-Compostelle en France,.

## Contexte historique
D'après une légende racontée dans le bréviaire de Lescar imprimé en 1541, l'église Sainte-Marie de Mimizan aurait été construite à l'emplacement d'un édifice religieux du VIe siècle, réalisé en hommage au martyre en ces lieux de saint Galactoire, évêque de Lescar, en 506 par les Wisigoths. Les données archéologiques actuelles ne permettent pas de vérifier la véracité de cette légende.
Les vestiges retrouvés ne peuvent pas déterminer l'époque de construction avec précision (Antiquité tardive ou haut Moyen Âge) ni la fonction de cet édifice : villa, monument cultuel ou public, bâtiment consacré à saint Galactoire ou alors réappropriation d'un culte païen par les chrétiens.
Les fouilles pratiquées sur le site en 1992 ont permis de dater la période de construction de l'église Saint Marie de Mimizan entre la première moitié du XIIe et le début du XIIIe siècle.
Au cours des siècles, elle devient église prieurale puis église paroissiale de Mimizan. Mais à cause de sa vétusté, l'église est remplacée comme église paroissiale à partir de 1891 par l'église Notre-Dame du Bourg. Sa destruction, conseillée en 1887 par l'architecte départemental Maumen, est réalisée entre 1898 et 1899 par l'architecte Cloüet, qui épargne seulement son clocher-porche, qui est de nos jours un monument historique et marque une étape sur la voie littorale du chemin de Saint-Jacques-de-Compostelle.

## Clocher porche
Le clocher porche, entièrement construit en briques, est approximativement carré (6,90 × 6,38 m / mesures intérieures). Les angles nord-ouest et sud-ouest sont contrebutés par des contreforts à deux ressauts situés dans le prolongement des murs. Les façades ouest, nord et sud sont ouvertes par un arc brisé en briques à double ressauts. Le mur oriental est percé par un portail sculpté qui permettait l'accès à la nef. La partie basse du clocher possède une voûte d'ogive dont les nervures reposent sur des corbeaux sculptés. Entre cette voûte et le toit, il existe une salle haute ouverte par de petites fenêtres rectangulaires. On y accède par une tourelle d'escalier aménagée dans l'angle nord-ouest de l'église.
| - Vu du sud - Vu du nord - Vu de l'est - Ancienne église paroissiale (avant destruction partielle-photo de Félix Arnaudin, 1897) |

### L'intérieur du clocher-porche

#### Mur ouest
L'arcade ouest qui mesure environ 7 m de hauteur pour une largeur d'environ 3,60 m est constituée d'un soubassement sur lequel repose un pied-droit aménagé dans le mur. Il existe un « pseudo-chapiteau » formé de trois briques en saillie à partir duquel part l'arc brisé.

#### Murs nord et sud
|  |

|  |

Ces deux baies sont les plus larges puisque leur ouverture mesure 5 m. Elles possèdent des colonnes géminées qui sont situées de part et d'autre des retombées des arcs brisés. Ces colonnes reposent sur le même soubassement qui supporte les colonnes du portail oriental. Elles sont couronnées par des chapiteaux sculptés à demi engagés dans le mur. Comme pour leurs soubassements, les abaques des chapiteaux sont situés à la même hauteur que les abaques des chapiteaux du portail.

#### Mur oriental
Le mur, percé par une porte aujourd'hui condamné, est parcouru par un soubassement et une corniche. Ce soubassement, que l'on retrouve au niveau des arcades nord et sud, supporte les colonnes et les colonnettes du portail. La corniche, quant à elle, est située dans le prolongement des abaques des chapiteaux du portail et, indirectement, avec ceux des chapiteaux des arcades nord et sud.
De chaque côté du portail, cette corniche permet d'accueillir deux statues en ronde-bosse d'apôtres qui sont semblables à celles de la galerie supérieure. En effet, au-dessus du portail proprement dit, on trouve une galerie composée d'une statue du christ en gloire et de dix de ses apôtres. Elles reposent sur un deuxième ressaut aménagé dans la totalité du mur.
Les sculptures du portail et la galerie des apôtres datant des années 1220. Entre la galerie des apôtres et l'arc de la voûte, le mur a été décoré de peintures murales datant des années 1470-1490. L'ensemble du portail sculpté et la galerie des apôtres est classé monument historique en 1903.
|  |

##### Le portail
L'ébrasement de la baie comporte trois colonnes et quatre colonnettes alternativement distribuées en fonction de leur rôle structurel. En effet, les colonnes soutiennent les trois voussures proprement dites tandis que les colonnettes sont situées aux retombées des cordons qui séparent les voussures.
La scène sculptée sur le tympan, dont la forme en croissant est unique en France, représente l'adoration des rois mages.
Trois voussures surmontent le tympan :
- La voussure interne représente les Vierges Sages et Vierges Folles[Note 2], de part et d’autre de la Jérusalem céleste,
- La voussure intermédiaire représente onze prophètes de l'ancien testament et le roi David jouant de la harpe.
- La voussure externe représente les occupations des douze mois de l’année et les signes du Zodiaque.

##### Galerie des apôtres
|  |

Au-dessus des voussures, une rangée de statues polychromes du début du XIIIe siècle présentent dix des douze apôtres, situés de part et d'autre d'un Christ inséré dans une mandorle quadrilobée, typique du style espagnol. Parmi elles se trouve l'une des premières représentations françaises de l’apôtre saint Jacques le Majeur en habit de pèlerin (avec bourdon et coquilles), témoignage de l’importance de Mimizan sur la voie littorale du chemin de Saint-Jacques, et justifiant la distinction du monument par l'Unesco.
Deux autres apôtres sont identifiables : saint Pierre grâce à ses clefs, et saint Paul grâce à son glaive. Les autres apôtres ne sont pas identifiables par leurs attributs traditionnels mais par les noms peints sur le mur.
Ces statues ont probablement été démontées pour une restauration puis remontées dans le mauvais ordre, car les regards devraient converger vers le Christ, et tel n'est pas le cas. Deux statues monochromes ont été ajoutées plus bas et complètent le nombre des apôtres.
Lors des nouveaux projets de restauration et d'assainissement du portail en 2003, une artiste à l'époque locale, Evilo, maintenant basée en Gironde a eu l'occasion de se prêter à des séances de reproduction graphique de ces statues. L'opportunité exceptionnelle de l'échafaudage a rendu possible uNe série de 26 portraits représentant chaque statue de face et en entier. Cette production a aussi fait l'objet d'un long récit reliant son ressenti à des écrits anciens.

##### Peintures murales
Sur la partie supérieure du mur, on trouve des peintures murales qui s'étendent sur une superficie de 26 m2 et représentent des scènes de la Passion du Christ. Elles sont datées du XVe siècle, autour des années 1460. Cette datation est possible, entre autres, grâce à l'emploi de la perspective et des habits des bourreaux dans la scène de la flagellation du Christ.
|  |

Les fresques sont sur deux niveaux:
- Dans l'ogive, un grand Trône de grâce, représentant lePère Éternel, le Saint Esprit et le Fils crucifié, entouré d'anges translucides et d'archanges porteurs des instruments de la Passion.

Au-dessous, quatre panneaux relatant :
- L'arrestation du Christ : Autour de Jésus, Judas Iscariote, saint Pierre, un soldat et Malchus (serviteur de Caïphe) cherchant sa lampe. La scène est éclairée par un calice situé en bord gauche.
- Le Christ devant Pilate : Ponce Pilate, assis, fait face au Christ ; à ses côtés, un héraut d'armes.
- La flagellation : Dans une salle voûtée dont le sol est pavé de carreaux triangulaires. Trois bourreaux, dont un porte des poulaines, s'acharnent sur Jésus.
- Le portement de croix : Le Christ porte la croix au sein d'un cortège très festif où l'on remarque une trompette recourbée. Dans le fond de la scène apparaissent les murailles de Jérusalem et la colonnade du Temple.

#### Images Haute-Résolution
Les deux liens ci-dessous sont dirigés vers des images « zoomable » de très haute résolution.
- « Le portail »
- « Les peintures murales »

## Historique de l'abbaye Sainte-Marie

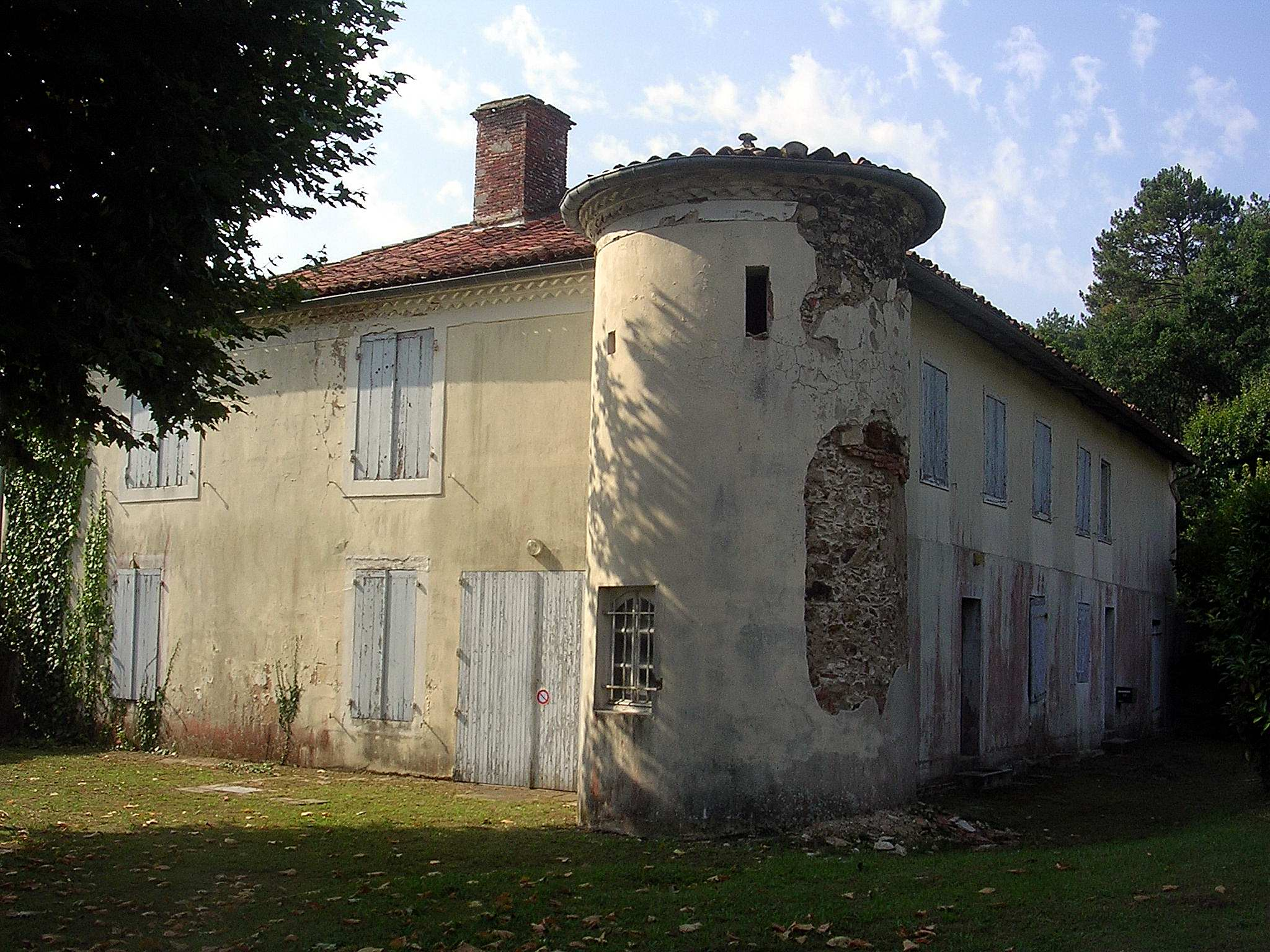
Ancien logement des moines du prieuré

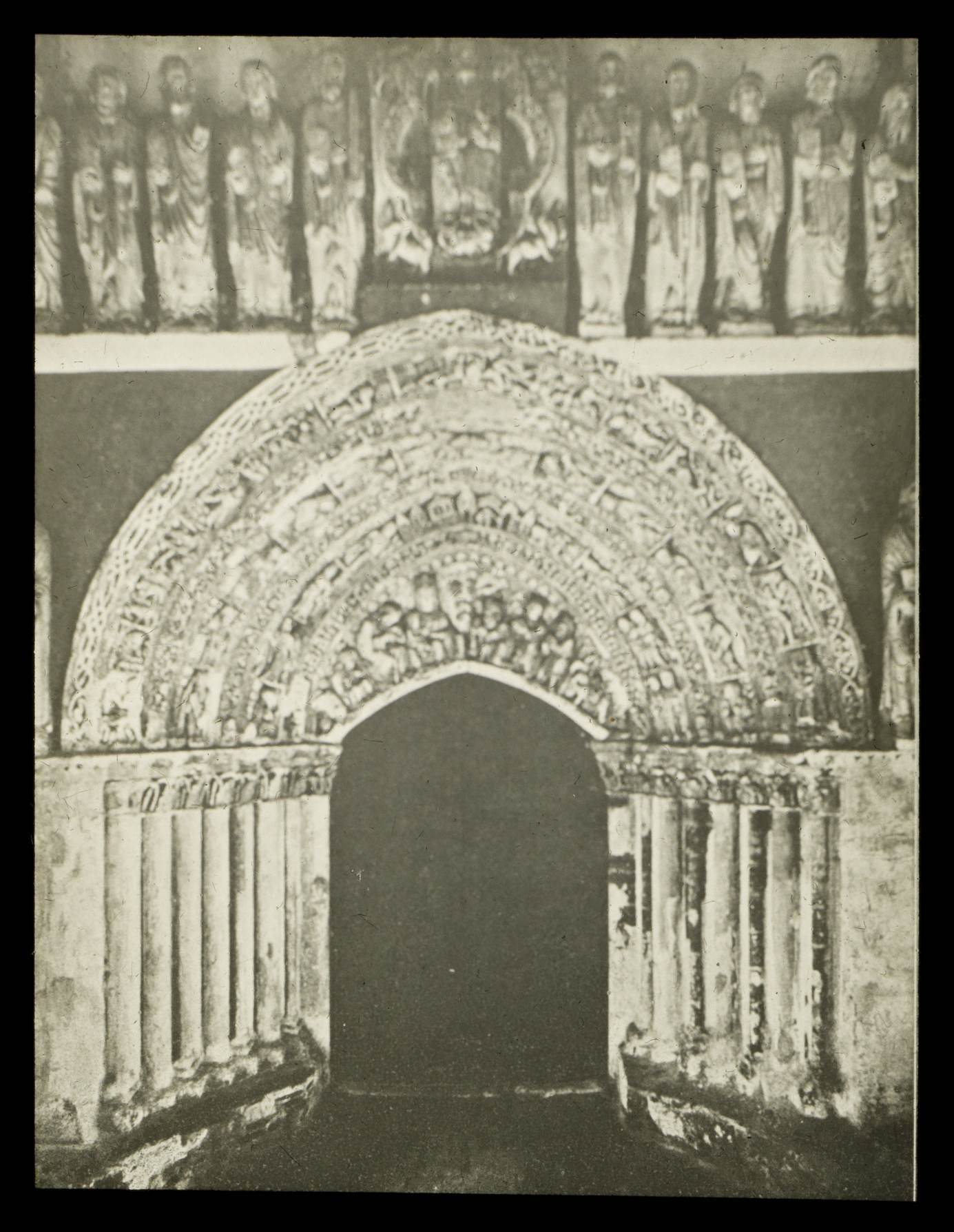
Portail, circa 1896
Photo : J-A. Brutails

Durant la première moitié du XIIe siècle, les moines bénédictins entreprennent la construction d'une église qui comprend, jusqu'à son effondrement au XVIIIe siècle, un chœur et une nef voûtés, un clocher à la croisée du transept ainsi qu'un clocher-porche. En 1898, devant le délabrement de l'église et sur les conseils de l'architecte Clouet, l'ensemble de la partie orientale est détruit et seul le clocher-porche subsiste.
La restauration du clocher-porche a lieu entre 1981 et 1986, celle des sculptures débute en 1998, les peintures murales sont redécouvertes en 2000.

## Description de l'ancienne église
Construit selon le plan d'une croix latine, l'édifice avait des proportions importantes. Il devait mesurer 44,60 m de long pour une largeur de 21 m au niveau du transept. La hauteur sous voûte de la nef devait avoisiner les 12 m. Le chœur comportait treize autels, possédait une nef centrale à ogives primitives et deux bas-côtés transversaux.
La destruction du chœur en 1790, de la nef en 1898, l'arasement plus ou moins total des fondations en 1900 et le manque de documents historiques décrivant l'église rendent impossible la description du plan et de l'élévation de l'édifice notamment pour le chevet.
Des sondages archéologiques et des descriptions antérieures à la démolition permettent cependant de reconstituer les grands traits de l'église médiévale.

## Iconographie du portail
Le premier niveau du portail est constitué par des colonnettes qui jalonnent l'ébrasement de la baie. Les abaques de leurs chapiteaux sculptés forment une corniche sur laquelle repose le deuxième niveau du portail. Il est constitué de : un tympan orné d'une scène de l'adoration des mages ; trois voussures représentant, respectivement, la parabole des « vierges sages et des vierges folles » , des douze « Prophètes » et un cycle du zodiaque doublé des travaux des mois. Des cordons décoratifs sont intercalés entre les archivoltes.
|  |

### Les colonnettes et les chapiteaux de l'ébrasement.
|  |

|  |

L'ébrasement du portail est un ensemble de 14 piédroits reposant sur un soubassement. Elles sont distribuées alternativement en fonction de leur rôle structurel.
- Les colonnes soutiennent les trois voussures proprement dites, tandis que les colonnettes sont situées aux retombées des cordons qui séparent les voussures.
- Les chapiteaux ne sont pas historiés.
- Dans la partie droite de l'ébrasement, les corbeilles sont ornées de palmettes tandis qu'à gauche elles possèdent des crochets bourgeonnants entre lesquels se distinguent de petites fleurs avec leur tige.
- Les abaques forment une corniche continue qui parcourt l'ensemble du mur oriental. Ils sont ornés d'un feuillage stylisé.

### Tympan
Le tympan, en forme de croissant, ne possède pas d’équivalent en France. Il fut probablement adopté pour augmenter la hauteur du passage en son milieu. En contrepartie, cette forme introduit une contrainte pour le sculpteur puisque les deux extrémités du croissant sont réduites et fermées tandis que la zone centrale est large et ouverte.
La scène qui orne le tympan est inspirée de l'Évangile selon Matthieu, (2: 1-12) : le récit des rois mages.
|  |

- Une bordure de feuilles tréflées délimite la zone centrale du tympan.
- Les chevaux des rois mages : La place réduite a contraint le sculpteur à superposer les trois chevaux et à créer une impression de perspective par le biais de la position des têtes. La tête du dernier cheval déborde sur le bandeau végétal. Ces chevaux sont entiers, leur crinière est rassemblée en mèches et leur queue tombe jusqu'au sol. Leur harnachement est constitué d'une bride, d'une selle d'arme reposant sur une couverture. On peut supposer qu'ils sont attachés à l'arbre qui leur fait face.
- Les trois rois mages sont représentés en costume royal avec une longue robe et une couronne. Contrairement à d'autres représentations, ils sont assez peu différenciés puisque leur l'âge, leur race et leurs habits sont identiques. On peut noter que leurs bottes sont munies d'éperons pointus. Néanmoins, leurs présents sont distincts, bien qu'il soit difficile de connaître précisément leur nature. Le mage du milieu se distingue également par son absence de barbe. La position de leur corps suit une composition fréquemment utilisée au cours du XIIe et XIIIe siècles : les mages avancent vers la Vierge, le premier est agenouillé pour faire son offrande et le deuxième se retourne vers le troisième.
- Étoile à 12 branches : Cette étoile représente très certainement l'astre qui a guidé les rois mages vers l'enfant jésus et sa mère.
- La Vierge : La mère du christ est représentée selon le type de la Vierge en majesté : la vierge est couronnée et elle est assise sur un trône avec son enfant sur ses genoux. Sa main gauche retient l'enfant tandis que celle de droite devait tenir un objet actuellement disparu (un fleuron ?).

Le sculpteur représente la Vierge de vue faciale avec un corps droit, presque rigide. Ce choix fait ressortir une attitude hiératique qui contraste avec le naturalisme des autres personnages qui sont vus souvent de profil et courbés. Cette impression d'absence de la scène est assez proche de celle du Christ en gloire de la galerie supérieure.
- Enfant Jésus : L'enfant Jésus est également couronné. La position de la main droite : pouce, index et majeur tendus et les deux derniers repliés, est caractéristique du signe de bénédiction. Sa main gauche tient un livre qui symbolise la bible, c'est-à-dire la parole de Dieu.
- Saint Joseph a été identifié comme le père du Christ en raison de son bâton de pèlerin et de son bonnet côtelé pointu. Il est assis et il repose sa tête sur le pommeau de sa canne.
- Femme voilée : Un dernier personnage de la scène est plutôt rare dans les représentations de la nativité qui se trouvent dans le sud-ouest de la France. Elle symbolise le miracle de la virginité de Marie. Cette femme est assise ; sa main droite est appuyée contre son cœur tandis que son autre main semble tendue, la paume tournée vers nous. Il pourrait s'agir de l'une des deux sages femmes, Salomé et Zélomi, qui ont aidé Marie à enfanter. L'histoire n'est pas raconté dans Évangile selon Matthieu mais dans l'évangile de Jacques[12], qui fait partie des évangiles apocryphes[13] :

« Et Joseph était allé à la recherche de sages femmes. Lorsqu’il fut de retour à la grotte, Marie avait déjà mis au monde son enfant. Et Joseph lui dit : « Je t’ai amené deux sages-femmes, Zélomi et Salomé : elles se tiennent dehors, devant la grotte, et n’osent pas entrer à cause de cette lumière trop vive ». Et Marie, entendant cela, sourit. Mais Joseph lui dit : « Ne souris pas, mais sois prudente, de peur d’avoir besoin de quelque remède ». Alors il fit entrer l’une d’elles. Et Zélomi, étant entrée, dit à Marie : « Permets que je te touche« . Et Marie le lui ayant permis, la sage-femme poussa un grand cri et dit : « Seigneur, Seigneur grand, aie pitié de moi. Voici ce qu’on n’a jamais entendu ni soupçonné : ses mamelles sont pleines de lait et elle a un enfant mâle quoiqu’elle soit vierge. La naissance n’a été souillée d’aucune effusion de sang, l’enfantement a été sans douleur. Vierge elle a conçu, vierge elle a enfanté, vierge elle est demeurée«. »
- Arbres : La symbolique de ces deux arbres n'est pas claire. Une première interprétation les a rapprochés de l'arbre de vie décrit dans la Genèse. Dans ce cas, ils annonceraient la venue de Jésus Christ et sa mort sur la croix. L'historien d'art, Jacques Lacoste[14], voit dans ces arbres une référence à l'arbre de vie de la Jérusalem céleste. Ils sont alors une source de nourriture et de guérison.

- Une coupe sous un arc polylobé pourrait rappeler le bain de l'enfant Jésus et évoquer par ce biais le baptême. Dans l'iconographie médiévale, la baignoire prend souvent l'aspect d'un calice eucharistique. Dans ce cas, l'arc pourrait donc être assimilé à un baptistère.

Cordon 1 : Le cordon sépare le tympan de la voussure intérieure. Le feuillage qui orne la presque totalité du cordon intérieur est en fait formé par la répétition d'un seul motif végétal. Ce motif est constitué de cinq feuilles tréflées réunies par un cordage. Il y a également trois représentations figuratives :
|  |

|  |

- Deux monstres anthropomorphes : Ces personnages situés aux retombées du cordon intérieur sont accroupis. Malgré leurs allures humaines, ces deux figures donnent une impression monstrueuse par les grandes oreilles de celui de droite et l'attitude de celui de gauche qui est en train de dévorer quelque chose.
- Bélier est située sur la clé du cordon, juste en dessous du palais du divin époux qui orne la voussure intérieure. Il porte sur ses reins une croix grecque. Si l'on rapproche le bélier de l'agneau, il symbolise alors le sauveur et rappelle son sacrifice, son œuvre rédemptrice et son baptême : Évangile selon Jean (1,29) « Le lendemain, voyant Jésus venir à lui, il dit : Voici l'agneau de Dieu, qui ôte le péché du monde. »

### Voussure intérieur
- Les vierges folles, les vierges sages

La voussure est ornée d'une scène issue de la parabole de l'Évangile selon Matthieu (25, 1-13) : les vierges sages et les vierges folles :
1. Alors il en sera du Royaume des Cieux comme des dix vierges qui s'en allèrent, munies de leurs lampes, à la rencontre de l'époux.
2. Or cinq d'entre elles étaient sottes et cinq étaient sensées.
3. Les sottes, en effet, prirent leurs lampes, mais sans se munir d'huile.
4. tandis que les sensées, en même temps que leur lampes, prirent de l'huile dans les fioles.
5. Comme l'époux se faisait attendre, elles s'assoupirent toutes et s'endormirent.
6. Mais à minuit un cri retentit : Voici l'époux ! Sortez à sa rencontre !
7. Alors toutes ces vierges se réveillèrent et apprêtèrent leurs lampes.
8. Et les sottes de dires aux sensées : Donnez-nous de votre huile, car nos lampes s'éteignent.
9. Mais celles-ci leur répondirent : Il n'y en aurait sans doute pas assez pour nous et pour vous ; allez plutôt chez les marchands et achetez-en pour vous.
10. Elles étaient parties en acheter quand arriva l'époux : celles qui étaient prêtes entrèrent avec lui dans la salle des noces, et la porte se referma.
11. Finalement les autres vierges arrivèrent aussi et dirent : Seigneur, Seigneur, ouvre-nous !
12. Mais il répondit : " En vérité je vous le dis, je ne vous connais pas.
13. Veillez donc, car vous ne savez ni le jour ni l'heure.

La dernière phrase de la parabole de Matthieu a été interprétée par les Pères de l'Église comme un rapport symbolique avec le Jugement dernier. Ainsi, les vierges aux lampes allumées correspondent aux élus et celles prises au dépourvu sont les damnés.
|  |

- Les vierges : Les vierges sages sont disposées sur les claveaux de gauche, les vierges folles sur ceux de droite et le palais de l'époux sur le claveau central. Il y a une modification par rapport au texte biblique : il y a douze vierges au lieu de dix. Cette anomalie est peut-être à mettre en relation avec l'archivolte du zodiaque. En effet, les six mois où la durée du jour augmente pourraient correspondre aux six vierges aux lampes allumées et les six mois où la durée du jour diminue aux vierges aux lampes éteintes. Il est à noter également qu'il y a douze prophètes sur la voussure intérieure et douze statues d'apôtres !

Pour reconnaître les vierges folles des vierges sages, le sculpteur a positionné la lampe debout ou renversée.
|  |

On trouve une grande diversité dans ces sculptures. L'artiste a joué sur la composition (seule, binôme) ; les positions (corps, mains, drapés) ; les formes (vêtements, végétaux, coiffures) et les expressions (sereine, désespoir, coquetterie) de chacune des femmes afin de les distinguer.
Deux vierges sont particulièrement remarquables.
- La première est située sur le troisième claveau gauche. La composition est parfaitement équilibrée et le drapé est à la fois réaliste et harmonieux.
- L'autre sculpture remarquable orne l'extrémité droite de la voussure. Malgré sa forte dégradation, le réalisme de l'expression persiste. Le pathos de la scène est accentué par le regard de cette femme qui est orienté vers le spectateur et l'invite ainsi à partager sa douleur.

|  |

- Le Palais : L'organisation architecturale du palais est liée à l'iconographie générale de l'archivolte.

L'aile gauche qui est orientée vers les vierges sages est ajourée et possède une riche décoration (colonne cannelée, colonne torsadée, coupole). Cette partie dégage donc un aspect merveilleux qui invite les « élus » à pénétrer dans la Jérusalem céleste. Cette invitation est matérialisée par la porte ouverte ce qui a d'ailleurs contraint le sculpteur à décaler vers la gauche la tour d'angle.
L'aile destinée aux vierges folles semble plus hostile. L'ensemble est massif, la porte est solidement verrouillée et un appareillage en pierre orne la tour d'angle.
- L'Époux est nimbé et symbolise le Sauveur. Il est assis sur un siège qui est situé dans une pièce munie d'une coupole. Il donne la bénédiction aux vierges sages de sa main droite tandis que son autre main repose sur un livre.

|  |

- Cordon 2 : Comme pour les autres cordons végétaux du tympan, la décoration florale est formée par la répétition d'un seul motif végétal. Ce motif est constitué d'une fleur centrale (3 pétales et un pistil stylisé) de laquelle part de chaque côté une feuille à cinq lobes. Le motif de la clé est formé de cinq tiges liées. Les trois tiges centrales sont munies d'une feuille trilobée et dont les deux tiges latérales sont enroulées.

Il y avait deux représentations figuratives aux extrémités de l'arc. Seul le petit personnage accroupi de gauche est encore visible. Il effectue une grimace en s'étirant la bouche à l'aide de ses deux index. Sur son dos est disposé un « linteau » qui donne au personnage l'impression de supporter le poids du cordon.

### Voussure médiane
La voussure est ornée de douze personnages qui ont été interprétés comme des prophètes en raison des phylactères qu'ils portent: ces rouleaux mi-ouverts rappelant qu'ils n'eurent qu'une vérité mi-révélée. Les prophètes bibliques sont les porte-paroles de Dieu qui les a choisi pour révéler ses volontés et ses desseins.
|  |

| - David - Élie - La Sibylle |

- Les Prophètes : A l'exception de trois personnages (David[Note 6] qui joue la harpe, Élie[Note 7], habillé en peaux de bêtes et la Sibylle[Note 8]), les sculptures ne sont pas identifiables précisément. Il est probable que cette absence d'attribut iconographique ait été comblée par des mots, actuellement disparus, sur les phylactères. Un des prophètes est représenté comme étant supporté par une chauve-souris, dont le sens est inconnu.

Si la majorité des personnages ne peut pas être distinguée iconographiquement, en revanche l'artiste ne les a pas représenté de façon semblable. Ainsi, comme pour les vierges de la voussure intérieure, il existe une grande diversité dans les sculptures. Cette diversité repose sur la position des corps (debout, assis, jambe croisée) et des mains, sur l'orientation des corps (face, ¾, profil) ainsi que sur la disposition et la forme des drapés et des coiffures.
Différents éléments iconographiques pourraient suggérer le thème biblique de l'arbre de Jessé, l'arbre généalogique de Jésus à partir de Jessé, père du roi de David. Car Jésus se désignait comme « le rejeton et la postérité de David », Jean (22,16). Ce rapprochement iconographique est tout d'abord sous-entendu par les prophètes mais également par la présence d'un roi en qualité d'ancêtres du Christ (David) et d'une Sibylle. En outre un décor végétal parcourt l'ensemble de l'archivolte et semble porter certains des douze personnages.
|  |

- Cordon 3 : Ce cordon ne parcourt pas l'ensemble du tympan car il démarre au milieu des claveaux inférieurs de la voussure du zodiaque. Il est orné d'une décoration florale qui repose sur la répétition d'un seul motif végétal constitué de quatre feuilles trilobées nouées et intercalées avec une feuille trilobée à tige évasée.

Deux personnages sont situés aux retombées de l'arc. Du fait de leur position, on a l'impression qu'ils supportent le poids du cordon. Cette sensation est particulièrement visible sur l'homme de droite car il est agenouillé et se sert de son bras droit pour faciliter son action.

### Voussure extérieure
Le thème général qui orne la dernière voussure représente le cycle des travaux des mois. En raison de la taille de cette archivolte, le sculpteur a introduit deux autres thèmes qui n'ont probablement aucune relation avec le cycle du travail.
|  |

| - Le chevalier et le lion - Les hommes étendus |

Ces deux scènes ornent les claveaux des extrémités de l'archivolte. Celui de gauche représente une scène de lutte entre un chevalier et un lion tandis que celui de droite montre un homme et son mulet. Cette dernière sculpture est presque entièrement détruite, empêchant ainsi sa lecture.
- Scène de lutte

Ce premier claveau est orné par deux scènes. La première représente un chevalier à pied qui combat en corps à corps contre un lion. L'équipement du guerrier est très minutieusement détaillé : cotte de mailles, heaume conique à nasal, haubert, éperons, bouclier, épée.
L'autre scène est située aux pieds du lutteur. Il s'agit d'un homme étendu, le visage détourné du combat, les jambes croisées, les mains sur la poitrine et dont la tête repose sur la tête d'un autre personnage. La question de la relation entre ce personnage couché et le chevalier se pose. Or, actuellement, aucune réponse n'a été apportée.
- Le travail de l'année

Le cycle du travail des mois commence à gauche de l'archivolte et se termine à droite. Or si l'on suit cette lecture, on s'aperçoit que certains signes zodiacaux ne correspondent pas aux mois et à leurs travaux :
Les raisons exactes de ces anomalies nous échappent encore. Si l'on peut exclure la perturbation par le montage des claveaux, en revanche, il est possible qu'une part de ces erreurs soit due à l'ignorance iconographique du sculpteur. Néanmoins, certaines des inversions observées se retrouvent en Espagne. Il est donc possible que le sculpteur ait introduit des modèles hispaniques dans un programme français.
Les sculptures des douze travaux nous montrent une vision de la vie rurale autour de Mimizan au Moyen Âge. Si l'on prend en compte dans cette approche les déformations stylistiques et culturelles introduites par le sculpteur, il est possible de dégager certains aspects ethnologiques du monde rural médiéval.
- Ainsi, ces différentes scènes nous montrent les habits des paysans en fonction des saisons (braies, chausses, robes longues, pelisson, chaperon,…).
- Le sol était labouré à l'aide d'une charrue analogue à la charrue égyptienne du temps des pharaons. C'est un instrument primitif, sans roue, léger et à un seul manche.
- Les céréales semées sont moissonnées en été à l'aide d'une faux. Puis, elles sont battues au fléau moderne, semblable aux instruments utilisés pendant plusieurs siècles dans nos campagnes.
- Le sol des Landes était favorable à la culture de la vigne et des chênes

|  |

Cordon 4 : Cet arc décoratif délimite la bordure extérieure du portail. Sa surface est recouverte par deux types d'entrelacs. Dans la partie droite de l'arc, les entrelacs sont composés de trois rinceaux perlés et dont le rinceau central se dédouble pour laisser passer les deux autres. En revanche, dans la partie gauche, les entrelacs ne possèdent que deux rinceaux perlés qui sont alternativement ornés de feuilles d'acanthe. Aux retombées de l'arc, on observe deux personnages :
Le personnage situé à la gauche de l'arc ne possède qu'une grosse tête d'aspect monstrueuse. De ses grandes oreilles droites partent les deux rinceaux.
Le personnage de droite est plus ou moins caché par les entrelacs. Il est assis, les pieds joints, et il tient dans ses mains les rinceaux.

### La galerie des Apôtres
En dessus du portail proprement dit, on trouve douze statues d'apôtres entourant un christ au tétramorphes. Dix des apôtres sont situés sur le même ressaut du mur que le christ et deux d'entre eux sont placés en dessous, sur la corniche du premier ressaut.
Le nom de chaque saint est inscrit sur le mur et facilite ainsi leur identification, car seulement trois personnages portent un attribut iconographique spécifique. 
- Barnabé
- Simon
- Matthieu
- Jacques le Majeur
- Pierre
- Paul
- Jean
- Philippe
- Matthias
- André
- Thomas
- Barthélemy

D'après ces indications, deux des apôtres cités dans le nouveau testament n'ont pas été représentés. Il manque Judas Thaddée et Jacques le mineur. Ils ont été remplacés par Paul et Barnabé.
|  |

|  |

| - Galerie des Apôtres |

|  |

Comme pour les autres personnages du portail, l'artiste a introduit une grande diversité dans la composition des sculptures. Cette diversité s'exprime par :
- la taille des apôtres ;
- l'orientation et la morphologie des têtes (âge, cheveux, barbe, forme des yeux…) ;
- la position et l'action des mains ou encore par la disposition des drapés.

Ces variations créent une impression de vie qui contraste avec la position figée du Christ.
- Le Christ au tétramorphe : Cette représentation du Christ est directement inspirée de l'Apocalypse de Saint Jean[Note 11]. Le Christ est assis sur un trône inscrit dans une mandorle quadrilobée ornée de feuillage. Derrière sa tête couronnée, un nimbe crucifère à croix fleuronnée est sculpté. Sa main gauche tient le livre sacré tandis qu'il bénit de sa main droite.

Entre ses pieds est représenté un motif végétal symbolisant peut-être l'arbre de vie.
Dans les écoinçons sont représentés les emblèmes des quatre évangélistes : l'Homme (Saint Matthieu) ; l'aigle (Saint Jean) ; le lion (Saint Marc) et le bœuf (Saint Luc).

### Une interprétation globale du portail?
Quand on regarde le portail on peut voir une série de scènes indépendantes : La visite des rois mages ; parabole des vierges sages et folles ; prophètes de l'ancien Testament ; le zodiaque et les travaux de l'année ; les Apôtres et allusion au Jugement dernier.

Ce point de vue correspond à celui d'Émile Mâle, : 

« Le Moyen Âge a conçu l'art comme un enseignement. Tout ce qu'il était utile de connaître : l'histoire du monde depuis sa création, les dogmes de la religion, les exemples des saints, la hiérarchie des vertus, la variété des sciences, des arts et des métiers, lui était enseigné par les vitraux de l'église ou par les statues du porche. La cathédrale eût mérité d'être appelée de ce nom touchant, qui fut donné par les imprimeurs du XVe siècle à un de leurs premiers livres : la Bible des pauvres. Les simples, les ignorants, tous ceux qu'on appelait "la sainte plèbe de Dieu", apprenaient par les yeux presque tout ce qu'ils savaient de leur foi. »

Néanmoins, pour les historiens d'art Jacques Lacoste et Eugène Goyheneche, une pensée beaucoup plus unificatrice et complexe existe, qui les regroupe toutes. Pour ces auteurs, cette clé se trouverait dans quelques versets dans le chapitre 4 et les deux derniers chapitres de l'Apocalypse de Jean traitant de la Jérusalem céleste :
4 Vingt-quatre sièges entourent le trône, sur lesquels sont assis vingt-quatre Vieillards vêtus de robes blanches, avec des couronnes d'or sur leurs têtes.
5 Du trône partent des éclairs, des voix et des tonnerres, et sept lampes de feu brûlent devant lui, les sept Esprits de Dieu.
6 Devant le trône, on dirait une mer transparente autant que du cristal. Au milieu du trône, autour de lui, se tiennent quatre Vivants, constellés d'yeux par devant et par derrière.
7 Le premier vivant est comme un lion ; le deuxième Vivant est comme un jeune taureau ; le troisième Vivant à comme un visage d'homme ; le quatrième Vivant est comme un aigle en plein vol
1 Puis je vis un ciel nouveau, une terre nouvelle - le premier ciel, en effet, et la première terre ont disparu, et, de mer il n'y en a plus. 
2 Et je vis la Cité Sainte, Jérusalem nouvelle, qui descendait du ciel, de chez Dieu ; elle s'est faite belle, comme une jeune mariée parée pour son époux.
3 J'entendis alors une voix clamer, du trône : " Voici la demeure de Dieu avec les hommes. Il aura sa demeure avec eux ; ils seront son peuple et lui, Dieu-avec-eux, sera leur Dieu …
9 Alors, l'un des sept Anges aux sept coupes remplies des sept derniers fléaux s'en vint me dire : " Viens, que je te montre l'Epouse de l'Agneau.
10 Il me transporta donc en esprit sur une grande montagne de grande hauteur, et me montra la Cité sainte, Jérusalem, qui descendait du ciel, de chez Dieu.
23 Elle (la ville) peut se passer de l'éclat du soleil et de celui de la Lune, car la gloire de Dieu l'a illuminée, et l'agneau lui tient lieu de flambeau.
24 Les nations marcheront à sa lumière, et les rois de la terre viendront lui porter leurs trésors.
25 Les portes resteront ouvertes le jour et
26 l'on viendra lui porter les trésors et le faste des nations.
1 Puis l'Ange me montra le fleuve de Vie, limpide comme du cristal, qui jaillissait du trône de Dieu et de l'Agneau.
2 Au milieu de la place, de part et d'autre du fleuve, il y a des arbres de Vie qui fructifient douze fois, une fois chaque mois, et leurs feuilles peuvent guérir les paiens.
6 Puis il (l'ange) me dit : " Ces paroles sont certaines et vraies ; le Seigneur Dieu, qui inspire les prophètes, a dépêché son Ange pour montrer à ses serviteurs ce qui doit arriver bientôt.
16 Moi, jésus, j'ai envoyé mon Ange publier chez vous ces révélations concernant les églises. Je suis le rejeton de la race de David, l'étoile radieuse du matin.
17 L'esprit et l'épouse disent : " Viens ! " Que celui qui écoute dise : " Viens ! " Et que l'homme assoiffé s'approche, que l'homme de désir reçoive l'eau de la vie, gratuitement.

L'artiste de Mimizan aurait alors remplacé les 24 vieillards par les apôtres (ou ajouté les douze apôtres aux douze prophètes), comme ce fut le cas à la même époque dans différentes églises.
D'après cette interprétation, on aurait donc une vision apocalyptique et une évocation symbolique de la Jérusalem nouvelle. Cette ville est à la fois cité céleste et cité messianique et par conséquent est une image de l'Église.

## Iconographie des peintures murales
Les peintures murales, couvertes par un badigeon, étaient à peine visibles jusqu'à la fin du XXe siècle. La restauration a commencé en 2000.
|  |

- Trône de grâce montre un Père Éternel barbu coiffé d'une couronne rayonnante et non d'un tiare. Le trône est architecturé, en bois et surmonté d'un dais ovale. Le Père Éternel porte le Christ en croix et entre eux la colombe du Saint-Esprit. Autour de cette vision classique de la Trinité de nombreux anges translucides forment une grande mandorle.Dans les deux écoinçons, de grands anges portent les instruments de la Passion.

On note un parenté assez proche entre les anges de Mimizan et ceux de deux enluminures de Jean Fouquet pour le Livre d'heures d'Étienne Chevalier : le miracle de saint Martin et la Déploration du Christ.
|  |

- L'arrestation du Christ se situe dans un paysage montagneux. On y distingue Jésus embrassé par Judas, et arrêtant l'épée de Pierre. Au sol, Malchus (serviteur de Caïphe) a perdu sa lanterne. Un grand soldat, casqué avec épée et bouclier, procède à l'arrestation devant une poterne de bois. Les armes du soldat (épée recourbé, bouclier blanc et rouge, son visage méchant, évoquent le sarrasin type.

Un calice, celui que Jésus a accepté dans sa prière au Jardin des Oliviers, est situé dans la partie supérieure du panneau. Il est situé sur un diagonale qui le met en parallèle avec la cuve baptismale du tympan. On peut y voir une intention théologique : le baptême chrétien procède de la Passion et la Résurrection, le baptême de Jésus au Jourdain en est une simple préfiguration.
Cette scène présent aussi une parenté avec deux images de Jean Fouquet, tirées des Heures de Charles de France, décrivant l'arrestation. Au-dessus du calice un personnage armé contemple le Christ, il est accompagné d'une représentation féminine.
|  |

- Le Christ devant Pilate est entouré de soldats. Ponce Pilate, richement habillé, est assis sur un trône ; il est accompagné d'un héraut d'armes. On peut comparer cette scène à des enluminures de Barthélemy d'Eyck (Le jugement de Salomon) ou d'Antoine de Lonhy (femme priant la Vierge, heures de Saluces) ; la composition se retrouve aussi dans un contexte différent dans le Livre des tournois du roi René (le roi recevant un hommage).

Au second plan, deux personnages, l'un coiffé d'un chapeau pointu et portant un épée (sans doute un gardien du Temple), l'autre en aumusse de chanoine (représentant de Caïphe ?) regardant le jugement. L'architecture de la salle légèrement voutée semble être faite de lambris, orientés de façon à créer une perspective.
|  |

- La flagellation montre autour du Christ trois bourreaux, dont l'un, coiffé d'un chapeau de fou de la cour, porte des chaussures poulaine, et un autre est accroupi pour ramasser de nouvelles verges, lier les jambes de Jésus ou prendre ses vêtements (il y a une lacune important de la fresque).

La scène se déroule dans une salle pavée de carreaux triangulaires, voûtée et éclairée par des baies fermées de vitraux.
La perspective est définie par le jeu des colonnes et des voûtes.
|  |

- Le portement de croix est particulier ; la diagonale dessinée par la croix nous renvoie à la procession des rois mages du tympan. Le cortège qui entoure le Christ est effectivement royal ; on y distingue une trompette. À la marge de la scène se trouvent la Vierges en pleurs et saint Jean. Dans le fond, on aperçoit les murailles de Jérusalem et le Temple.

Cet ensemble de peintures, comparables à plusieurs autres œuvres en France de la même époque, est assez originel par l'usage de la perspective. L'illusion est créée par la mise en scène du personnage de Jésus, qui est systématiquement en immédiat second plan : l'estrade du Trône de Grâce, saint Pierre et le soldat sarrasin, la première rangée de carreaux triangulaire, les lambris de la salle de justice comme les remparts de Jérusalem créent un environnement mettant en relief le Christ. Cependant, cet usage de la perspective est assez primitif et n'est pas comparable avec la maitrise géométrique et mathématique d'un Piero della Francesca, qui peignait à la même époque.
| - Les diagonales |

La composition met en relief les deux panneaux centraux. Les diagonales reliant la calice du Jardin des Oliviers à la cuve baptismale du tympan d'une part et le cortège royale du portement de croix et celui des rois mages mettre en évidence des scènes judiciaires : l'arrestation, le jugement et la flagellation. en sont exclus, Malchus, la personne qui n'est ni arrêtée, ni coupable, et le sonneur de trompette, symbole du pouvoir et de la justice.
Les personnages principaux sont Jésus, le juge et le bourreau. Cette justice est rendu au nom du pouvoir laïc ; il n'y a aucun représentant actif religieuse, et le Père Éternel est coiffé d'une couronne, non d'une tiare pontificale.
La peinture du porche pourrait être dédiée à la fonction judiciaire de la communauté de Mimizan, dont le porche était lieu de réunion et d'audience. Cette justice est aussi un acte pénitentiel : les peines proposées comprennent le pèlerinage. Le chevalier en armure, légèrement auréolé et portant un bourdon de pèlerin est identifiable. Il s'agit de saint Guillaume d'Aquitaine, patron des prisonniers et des armuriers.

## La commanditaire des peintures murales et l'artiste
- Saint Guillaume et sa compagne, situés à gauche d'un diagonale qui coup le panneau, sont assez effacés ; le visage féminin a disparu complètement. Ils sont en position de spectateurs de la scène de la Passion ; cette position en fait les portraits des donateurs avec les symboles de leur saint patron. Notons que saint Guillaume est en symétrique avec saint Joseph du tympan, modèle de la paternité.

| - Les commanditaires |

Ce patronage quasiment royal est accentué par des traits liés à la vie de la noblesse : une trompette royale, un héraut d'armes, un bouffon, des soldats. Cette vie aristocratique est peut-être même représentée par la jeune femme présente à côté de ce chevalier, parente ou dame d'honneur.
À la fin du XVe siècle il existe une cour royale en Guyenne, celle de Charles de France, dernier duc de Guyenne, frère de Louis XI et de sa sœur Madeleine, épouse de Gaston de Foix, prince de Viane (titre donné à l'héritier du royaume de Navarre). Ce dernier est mort dans un tournoi à Libourne en 1470 laissant deux enfants en bas âge : François-Phoebus et Catherine. Catherine est devenue reine de Navarre à la mort de son frère en 1482, a épousé Jean d'Albret en 1484 et elle est l'arrière-grand-mère d'Henri IV.
Dans le cas de la famille d'Albret l’œuvre prendrait tout son sens : les sires d'Albret étaient les seigneurs justiciers de Mimizan et comme aux parlements de Bordeaux et de Toulouse, sur le modèle du retable du parlement de Paris, nous aurions une œuvre illustrant le modèle de la Justice chrétienne, servant de référence morale tant pour le magistrat que pour l'accusé et les témoins. Il est à noter pour l’anecdote, également un autre lien de la famille d'Albret avec Mimizan : en 1515 le sire d'Albret tenait comme fief à Bordeaux un hôtel donnant sur l'actuelle rue Poquelin Molière, qui s'appelait jusqu'à la Révolution rue de Mimizan...
Il y a quatre possibilités pour les personnages représentés par saint Guillaume et sa compagne :
Charles et Madeleine de France ;
Gaston de Foix et Madeleine de France ;
Catherine et Jean d'Albret
Un acte de piété de Catherine envers son père Gaston de Foix, fondateur de la dynastie, et pour ses enfants à venir.
L'historien d'art, Roland Eymard considère la quatrième possibilité la plus probable, ce qui date les peintures des années 1480-1490.
- Le nom de l'artiste qui a peint la fresque est inconnu. Il est clair, par de nombreux détails des sols, sièges, etc., qu'il connaissait l’œuvre de Jean Fouquet. Fouquet était le peintre attitré de Louis XI, dont le frère Charles de France était duc de Guyenne. Donc, il est possible que l'auteur des fresques était peintre à la cour de Guyenne dans le dernier quart du XVe siècle.